# Односолодовый виски

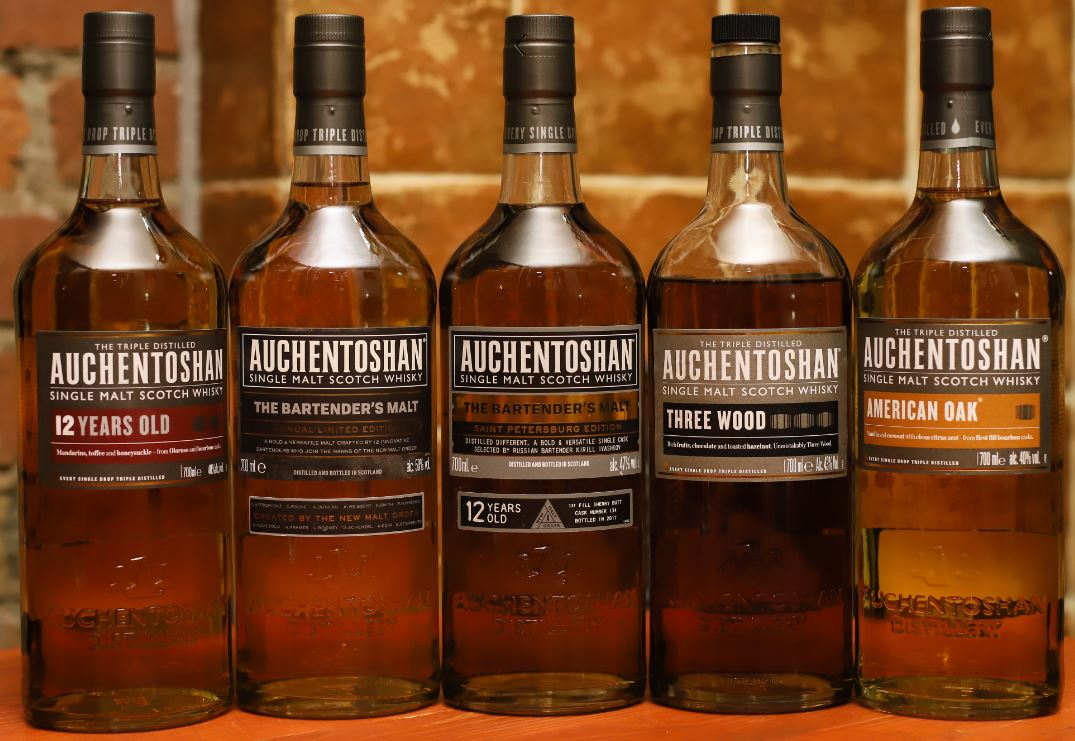
Auchentoshan — односолодовый шотландский виски

Односо́лодовый ви́ски (англ. single malt англ. whisky или whiskey) — виски, произведённый на одной винокурне (дистиллерии). При производстве допускается смешивание спиртов из различных бочек, в которых созревает напиток, даже с разными сроками выдержки. При этом на бутылке с готовым к употреблению виски указывается минимальный срок самого «молодого» из смешиваемых спиртов, однако, существуют так называемые NAS-релизы (No Age Statement, в переводе с англ. без указания возраста).

## Производство
Односолодовый виски производят исключительно из воды, ячменного солода и дрожжей. Ячмень проходит процесс соложения — замачивание зерна в воде для стимулирования прорастания. Далее следует нагрев — для того, чтобы полностью остановить прорастание ячменя. Процесс соложения позволяет зерну стать более восприимчивым к последующему брожению. После процесса брожения следует процесс дистилляции в медных кубах полученного продукта с последующей длительной выдержкой в дубовых бочках.

## Вкусовые характеристики
Односолодовые виски, в зависимости от дистеллирии, срока выдержки и типа бочки (из под бурбона, хереса и т. д.), имеют различные вкусовые качества, аромат и послевкусие. Как правило, вкус виски содержит в себе оттенки вкуса дуба, древесины, часто с карамельными, ванильными, фруктовыми или ореховыми нотами. Односолодовый виски имеет свойство одновременно усиливать вкусовые характеристики и смягчать их, из-за этого напиток получается исключительно гладким и мягким. Спиртуозность напитка становится менее ярко выражена при условии выдержки необходимого минимума — пяти лет в бочках. В случае с шотландским виски в дополнение к аромату и вкусу добавляется в значительной степени выраженные торфяной и дымный оттенки. Это связано с особенностью местности производства (сушки солода).

## Употребление
Обязательным условием является то, что виски нужно дать «подышать» (аэрироваться) после разлива из бутылки в бокал или стакан для уменьшения спиртуозности. Как правило, употребляется в чистом виде. Для охлаждения в таком случае могут использоваться камни для виски. Допускается подача со льдом или с добавлением незначительного количества воды для полноты раскрытия ароматики и вкусовой гаммы напитка. Также односолодовый виски может выступать в качестве одного из компонентов при приготовлении элитных коктейлей.